# هالیسون
هالیسون (انگلیسی: Halisson؛ زادهٔ ۲۸ ژوئن ۱۹۸۵) بازیکن فوتبال اهل برزیل بود.
از باشگاه‌هایی که در آن بازی کرده است می‌توان به باشگاه فوتبال سانتوس، آ.اس.آ ترگو مورش، باشگاه ورزشی سانتو آندره، باشگاه ورزشی پورتوگیزا، و باشگاه فوتبال ژیل ویسنته اشاره کرد.